# Sivasagar (stad)
Sivasagar (of Sibsagar) is een stad en gemeente in het district Sivasagar van de Indiase staat Assam.

## Demografie
Volgens de Indiase volkstelling van 2001 wonen er 54.482 mensen in Sivasagar, waarvan 56% mannelijk en 44% vrouwelijk is. De plaats heeft een alfabetiseringsgraad van 81%.